# Municipio de Summit (condado de Adair)
El municipio de Summit (en inglés: Summit Township) es un municipio ubicado en el condado de Adair en el estado estadounidense de Iowa. En el año 2000 el municipio tenía una población de 947 habitantes y una densidad poblacional de 10,3 personas por km². Además, en su territorio se encuentra parte de la ciudad de Adair.

## Geografía
El municipio de Summit se encuentra ubicado en las coordenadas 41°27′45″N 94°38′29″O / 41.46250, -94.64139..